# Antheua aurifodinae
Antheua aurifodinae är en fjärilsart som beskrevs av William Lucas Distant 1902. Antheua aurifodinae ingår i släktet Antheua och familjen tandspinnare. Inga underarter finns listade i Catalogue of Life.